# George Adams (basket-ball)
Pour les articles homonymes, voir George Adams (homonymie) et Adams.
George Adams, né le 5 mai 1949 à Kings Mountain en Caroline du Nord, est un joueur professionnel de basket-ball.

## Biographie
George Adams effectue sa carrière universitaire à l'Université Gardner–Webb, ou il affiche une moyenne de 31.2 points et 14.4 rebonds par match. Il est le meilleur marqueur et meilleur rebondeur de l'histoire de l'université. Il a été intronisé au Gardner-Webb Athletic Hall of Fame (Hall of Fame sportif de l'Université Gardner-Webb). En 2009, il a aussi été intronisé au Cleveland county sports Hall of Fame (Hall of Fame sportif du Comté de Cleveland (Caroline du Nord)) .
Il est sélectionné en 46e position au troisième tour de la Draft 1972 de la NBA par les Bucks de Milwaukee, mais il rejoint les Conquistadors de San Diego en ligue ABA, ou il joue trois saisons.